# 小樽商科大学
小樽商科大学（おたるしょうかだいがく、英語: Otaru University of Commerce）は、北海道小樽市緑3丁目5番21号に本部を置く日本の国立大学。1910年創立、1949年大学設置。

## 概観

### 大学全体
1910年（明治43年）に5番目の官立高等商業学校として設立された小樽高等商業学校（1944年より小樽経済専門学校）を前身とする社会科学系単科大学である。2015年現在、国立大学では唯一の社会科学系単科大学であり、学部は商学部のみの1学部4学科（昼間・夜間主）、大学院は大学院商学研究科のみの1研究科2専攻からなる。学部の定員は1学年515人、大学院の定員は99人で、全学でも2300人ほどの学生数しかいない小規模な大学である。なお、大学院のアントレプレナーシップ専攻は、2017年現在、北海道唯一のビジネススクールとなっている。
道内外に多数の経済人を輩出してきた他に、旧制時代は北海道で数少ない文科系の高等教育機関であったため、文芸志向の者も入学し、小林多喜二や伊藤整といった作家を輩出した。一般的に道内では「樽商」（たるしょう）と略され呼ばれているが、小樽市内で「樽商」というと小樽商業高等学校を指すことが多いため、「商大」（しょうだい）と呼ばれている。なお、公文書番号における略称は「樽大」。英語名の略称としては「OUC」が使用される。

### 建学の精神
高等商業学校からの伝統・特徴として、「自由な学風」と「実学重視の精神」（現実の課題に目を向けその解決策を見いだそうとする態度）を継承しており、2004年（平成16年）制定の「国立大学法人小樽商科大学憲章」の中でも謳われている。

### 大学の特色
教育理念は「実学・語学・品格」。学部3年次からはじまるゼミでは実践的なゼミが開講されており、近年はそのゼミから学生ベンチャー企業が生まれている。また、アクティブラーニングにも力を注いでおり、多数の専用教室とタブレットなどを活用した講義が展開されている。語学については、学生は高度な英語教育を受けるとともに、第二外国語（ドイツ語、フランス語、中国語、スペイン語、ロシア語、韓国語）から一つ選び学ぶことになる。留学制度とその支援についても充実しており、2017年度は全ての海外留学者に返済不要の奨学金が支給された。
2015年度には「グローバルな視野で地域の問題を解決できるグローカル人材」の育成を目指した「グローカルマネジメント副専攻」が開設され、「地域を理解する力・実践力」「世界で通用する経営の専門知識」「異文化理解・言語能力」の養成が行われている。

## 沿革

### 年表[1][2]
- 1910年 - 小樽高等商業学校設置。産業調査会設立。
- 1912年 - 図書館開館。
- 1913年 - 最初の学生寮「北斗寮」（ほくとりょう）が完成。
- 1925年 - 学校新聞『緑丘』創刊（1980年まで刊行）。小樽高商軍教事件が起こる。
- 1926年 - 研究雑誌『商學討究』創刊。
- 1933年 - 産業調査会を廃止して、北海道經濟學研究所が設立。
- 1944年 - 戦況の悪化を受け小樽経済専門学校に改称。北海道經濟學研究所を北方經濟研究所に転換。『商學討究』を『北方經濟研究』に改題。
- 1946年 - 『北方經濟研究』を『社会経済研究』に改題。
- 1948年 - 商学部内に英語臨時教員養成所を2年間設置。
- 1949年 - 新制小樽商科大学設立。商学部を設置。学部内に、経済学科と商業学科を設置。
- 1950年 - 『社会経済研究』を『商学討究』に改題。『人文研究』創刊。
- 1952年 - 小樽商科大学短期大学部を併設。
- 1953年 - 商業教員養成課程設置。
- 1954年 - 専攻科（経理経営学専攻）設置。
- 1961年 - ランゲージ・センター開設。創立五十年祭を開催。
- 1962年 - 総合寮「智明寮」（ちめいりょう）が完成。
- 1964年 - 計算センター設置。
- 1965年 - 商学部に管理科学科を増設し、3学科に。
- 1966年 - 大学生活協同組合創設。
- 1971年 - 大学院修士課程（商学研究科）設置。専攻科廃止。
- 1978年 - 商学部商業学科に商業学科商学コース、商業学科経営法学コースを設置。
- 1984年 - 「智明寮」が廃寮され、学生寮が全廃。
- 1989年 - 計算センターを情報処理センターに改組拡充。
- 1991年 - 商学部を改組。経済学科、商学科、企業法学科、社会情報学科の4学科体制に。言語センター設置。
- 1994年 - 大学会館開館。北海道中央バス小樽商大線開通。
- 1996年 - 短期大学部廃止。国際交流センター設置。
- 1997年 - 札幌市中央区（北海道経済センタービル）に札幌サテライト開設。
- 1999年 - 経済研究所を改組して、学内措置としてビジネス創造センター設置。
- 2000年 - 省令施設としてビジネス創造センター設置。
- 2004年 - 国立大学法人法の規定により国立大学法人小樽商科大学発足。商業教員養成課程廃止。大学院商学研究科に現代商学専攻（修士課程）と専門職大学院のアントレプレナーシップ専攻（MBAコース）設置。教育開発センター設置。
- 2005年 - 札幌サテライトを札幌駅西口（sapporo55ビル）へ移転。
- 2007年 - 大学院商学研究科に現代商学専攻（博士（前期･後期）課程）設置。
- 2008年 - 小樽商科大学出版会設立。
- 2009年 - 「グローバリズムと地域経済」を研究テーマとする全学的な研究組織として地域研究会を開設。
- 2011年 - 創立百周年を迎え、緑丘百周年祭を開催。創立百周年事業の一環で新学生寮「輝光寮」（きこうりょう）を建設。
- 2012年 - 「小樽小林多喜二国際シンポジウム」開催。
- 2013年 - 「地（知）の拠点整備事業（COC事業）」の採択を受け、「NO.1グローカル大学」宣言。
- 2015年 - グローカルマネジメント副専攻プログラムを開始。グローカル戦略推進センター設置。
- 2016年 - 教育開発センター、国際交流センター、ビジネス創造センターを廃止し、グローカル戦略推進センターに機能統合。国際連携本部、アドミッションセンター設置。
- 2018年 - 帯広畜産大学、北見工業大学及び小樽商科大学の3大学が経営改革の推進に関する合意書を締結。情報処理センターを情報総合センターに拡充改組。
- 2019年 - 本格的な入学猶予制度「キャップイヤープログラム」を開始。
- 2022年 - 国立大学法人北海道国立大学機構の設立により、帯広畜産大学、北見工業大学とともに同機構が設置する国立大学となる。

## 基礎データ

### 所在地
- 大学本部（小樽市緑3丁目5番21号）
- 札幌サテライト（札幌市中央区北5条西5丁目7番地）
- 共同利用ボート艇庫（石狩市生振367番）

### 象徴

#### 学章（シンボルマーク）
学章（シンボルマーク）は1998年（平成10年）10月1日に制定した「ヘルメスの翼に一星」。
商業神ヘルメスの象徴である翼の上に、星を一つ配置し、「北に一星あり。小なれどその輝光つよし。」と謳われた伝統を象徴している。

#### 校歌
校歌は、1932年（昭和7年）1月15日作、同年2月発表の小樽高等商業学校の校歌。作詞は時雨音羽、作曲は杉山長谷夫。
歌い出しの部分から、「金鱗おどる」と称されることがある。

#### 花・樹木
2011年（平成23年）の創立百周年にむけて、2010年（平成22年）、花は「エゾエンゴサク」、樹木は「エゾヤマザクラ」を制定。

#### キャラクター
2011年（平成23年）の創立百周年にむけて、2007年（平成19年）7月17日に大学の公式キャラクターとして発表された「商大くん」。
商大の文字を擬人化したもので、学ラン（男性の学生服）を着ているのが特徴。大学公式サイトのブログ「商大くんがいく！」は2007年10月から開始され、2017年7月現在も継続されている。
被り物も製作され、大学関係の各種イベントに参加しており、2017年4月からは2代目の被り物（着ぐるみ）が活動している。

## 教育および研究

### 組織
1つの学部（全ての学科が昼間、夜間主コースに分かれる）、1つの大学院研究科からなる商学系単科大学である。
商学部は小樽商科大学学則第4条により、講座又は学科目は、経済学科、商学科、企業法学科、社会情報学科を設置。また同5条に示すとおり、各学科昼間主コースと夜間主コースとにコース分けが行われている。
同第4条によると、「一般教育等」を担当する学科目として、哲学、倫理学、心理学、文学、歴史学、社会学、教育学、法学、経済学、商業学、数学、物理学、化学、生物学、保健体育があり、修士講座（講座制と学科目制）は経済学科は基礎経済学、応用経済学を、商学科は商学、経営学、会計学を、企業法学科は基礎法、企業法を、社会情報学科は計画科学、組織と情報、社会と情報をそれぞれ置いている。
大学院は商学研究科に現代商学専攻（博士前期・後期課程）と、専門職学位課程（ビジネススクール）のアントレプレナーシップ専攻がある。
博士前期課程には学生の多様な研究ニーズに対応できるよう、経済学コース、国際商学コース、企業法学コース、社会情報コースの4つの研究分野が設置され、それぞれ独自のカリキュラムを備えている。国際商学コースでは教育職員免許状のうち英語の専修免許を取得することが可能で、現職の教員を受け入れることができるよう社会人特別入試と夜間開講も実施。
各コースの大学院生は、博士後期進学類のほかは総合研究専修類の大学院生となる。博士後期進学類は国際商学コースにのみに設けられ、博士後期課程に進学する学生用となっており、博士前期課程修了後は、博士後期課程へ進学するにあたって優遇措置が得られる。それ以外の学生すべてのコースで総合研究専修類の大学院生である。

#### 附属機関
- 附属図書館（1912年開館）
- 情報総合センター（1964年計算センターとして設置、1989年情報処理センターに改組拡充、2018年10月情報総合センターに拡充改組）
- 言語センター[注釈 3]（1991年設置）
- 国際交流センター（1996年設置、2016年グローカル戦略推進センターに統合）
- ビジネス創造センター[注釈 4]（1999年学内措置として設置、2000年省令施設として設置、2016年グローカル戦略推進センターに統合）
- 教育開発センター（2004年設置、2016年グローカル戦略推進センターに統合）
- グローカル戦略推進センター[注釈 5]（2015年設置、2016年教育開発センター、国際交流センター、ビジネス創造センターを機能統合）
- 国際連携本部（2016年設置）
- アドミッションセンター（2016年設置）
- 保健管理センター

## 刊行物
小樽商科大学は研究成果を発表する為に以下の刊行物を発行している。
- 「商学討究」

- 「人文研究」

## 学生生活

### 部活動・クラブ活動・サークル活動
体育系団体が34団体、文化系団体が29団体、委員会等の団体が8団体存在する（2024年6月3日閲覧時点の大学公式サイト掲載団体）。
原則、コース（昼間・夜間主）に関係なく、小樽商科大学に在籍している学生であれば何らかの団体に所属することが出来るが、一部、所属できる学生の属性を限定している団体も存在する。

#### 体育系団体
- 卓球部
- 弓道部
- 基礎スキー部
- ヨット部
- 柔道部
- 合気道部
- ワンダーフォーゲル部
- 昼間バドミントン部
- サッカー部
- 男子バスケットボール部
- 男子ハンドボール部
- 空手部

- トランポリン競技部
- 準硬式野球部
- ゴルフ部
- Liberal（サッカー・フットサル）
- 硬式野球部
- 剣道部
- 男子ラクロス部
- 軟式庭球部
- 男子バレーボール部
- 漕艇部
- 應援団
- 水泳部

- 硬式庭球部
- 陸上競技部
- clutch（バスケットボール）
- ラグビー部
- クイック（バレーボール）
- バドミントンサークルCROT
- 混合バレーボール部
- 相撲研究会
- 筋トレサークル

#### 文化系団体
- AXCEL（ストリートダンス）
- ポケモンサークル
- 小樽笑店
- 合唱サークル　グリー＆カンタール
- 創作活動部
- フォークソング部
- プレクトラムアンサンブル
- 軽音部ECHOES
- 室内管弦楽団
- 茶道部
- 国際交流サークル Apricot

- 写真部
- アカペラサークル AIRS
- 翔楽舞（よさこい）
- ジャズ研究会
- 将棋部
- 株式投資サークル STOCK
- ポーカーサークルAA
- ボードゲームサークルあなけん
- 吹奏楽サークルOUCBRASS
- 小樽商科大学同窓会組織 緑丘会 学生広報部 緑輝星
- ALOHAサークル

- 小樽サンタラン実行委員会
- チェスサークル En Passant
- CASK（ダーツ）
- 簿記・会計サークル『acc.』
- 地域活性化サークル O-ASOBI
- お笑いサークル-SHOWDAY

#### 委員会等
- 昼間部学生自治会事務局
- 緑丘祭実行委員会
- 夜間主自治会（緑宵祭実行委員会）
- ゼミナール協議会
- 体育会
- 音楽文化団体連合会
- 生協学生委員会
- 商大くんが行く！ブログ学生スタッフ

應援團は、1912年に始まった対農大定期戦（後の対北大総合定期戦）を機に誕生したとされ、戦後は北海道大学応援団との対面式を行ってきたが、部員不足のため1997年に対面式を中断、2007年に休団。2009年に應援團OBにより対面式が復活し、2010年から應援團は活動を再開している。
ラグビー部は、1925年に設立され、北海道地区学生ラグビーフットボール連盟に所属している。
ヨット部は、1950年に設立され、小樽の祝津ハーバーで活動しており、祝津に合宿所を有している。
アメリカンフットボール部は、1977年に設立され、北海道1部リーグで2008年から2011年まで4連覇の実績をあげていたが、2012年5月に未成年者飲酒による死亡事故が発生したため、同年7月に廃部となった（後述「事件」も参照）。
トランポリン競技部は、1980年に設立され、2008年の全日本学生トランポリン競技選手権大会の大学対抗戦において、男子3位･女子4位の成績を収めている。
相撲研究会（サークル活動）は、1991年に、相撲が好きな学生が一人で設立され、会員も集まり、翌年の東日本学生選手権Cクラス（3部）団体戦の予選で10校中8位、1994年の全国学生相撲選手権Cクラスで団体優勝。

### 学園祭
学園祭である緑丘祭（昼間コース）・緑宵祭（夜間主コース）は、小樽キャンパスで毎年6月に開催される。緑丘祭は2017年に第65回目を迎える。

## 施設

### キャンパス

#### 大学本部（小樽キャンパス）
- 住所：小樽市緑3丁目5番21号

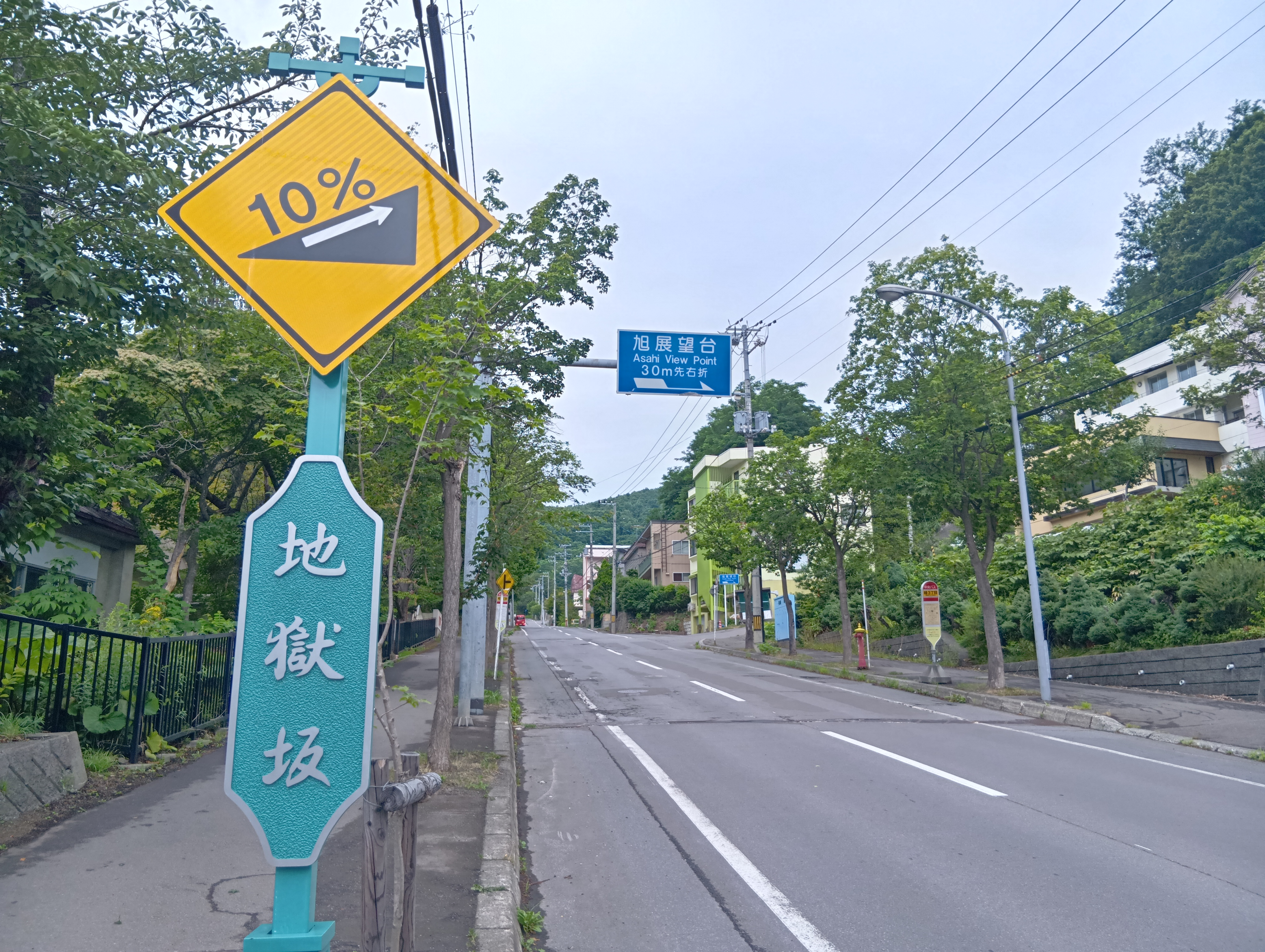
地獄坂

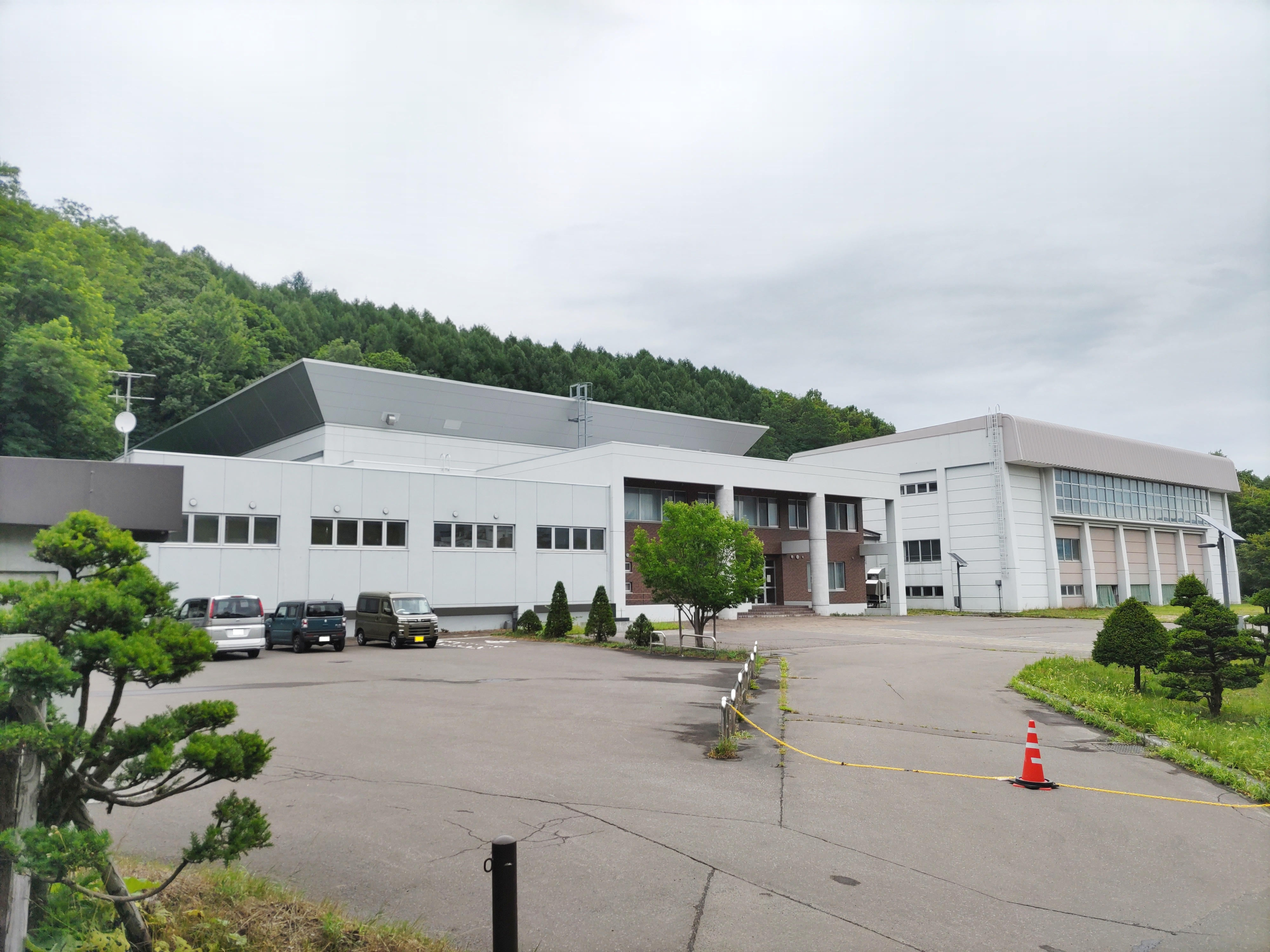
第一・第二体育館

- 使用学部・研究科：商学部、大学院商学研究科現代商学専攻
- 敷地面積：186,259㎡
- 交通アクセス
  - JR小樽駅から北海道中央バス（小樽商大線）に乗車（約10分）、終点の「小樽商大前」バス停下車
  - JR小樽駅からタクシーで約5分
  - JR小樽駅から徒歩約30分

大学本部は、JR小樽駅から西南西に直線距離で約1.3km（道路距離で約2km）の場所にある丘の中腹に位置し、敷地面積は186,259m2。
なお、大学本部のある場所は、高商時代から「緑丘」（りょくきゅう）の愛称で呼ばれ、大学新聞『緑丘』、同窓会「緑丘会」、大学祭「緑丘祭」の名称の由来ともなっている。
JR小樽駅から大学本部までに経路は、国道5号から右に折れて道道697号に入ると、その先の商大通りを含めて、大学本部まで最大10%程度の上り坂が続き、その部分は「地獄坂」と呼ばれており、そのため、小樽商大線のバスや、タクシーの相乗りで通学する学生が多い。
キャンパスの建物は、商大通りの道路を挟んで南北に分かれて配置され、南側に正門・事務棟（学生センター）・大学会館・附属図書館・1号館～5号館があり、北側に体育館・国際交流会館・学生寮・サークル共用施設・合宿研修施設がある。

#### 札幌サテライト（サテライトキャンパス）

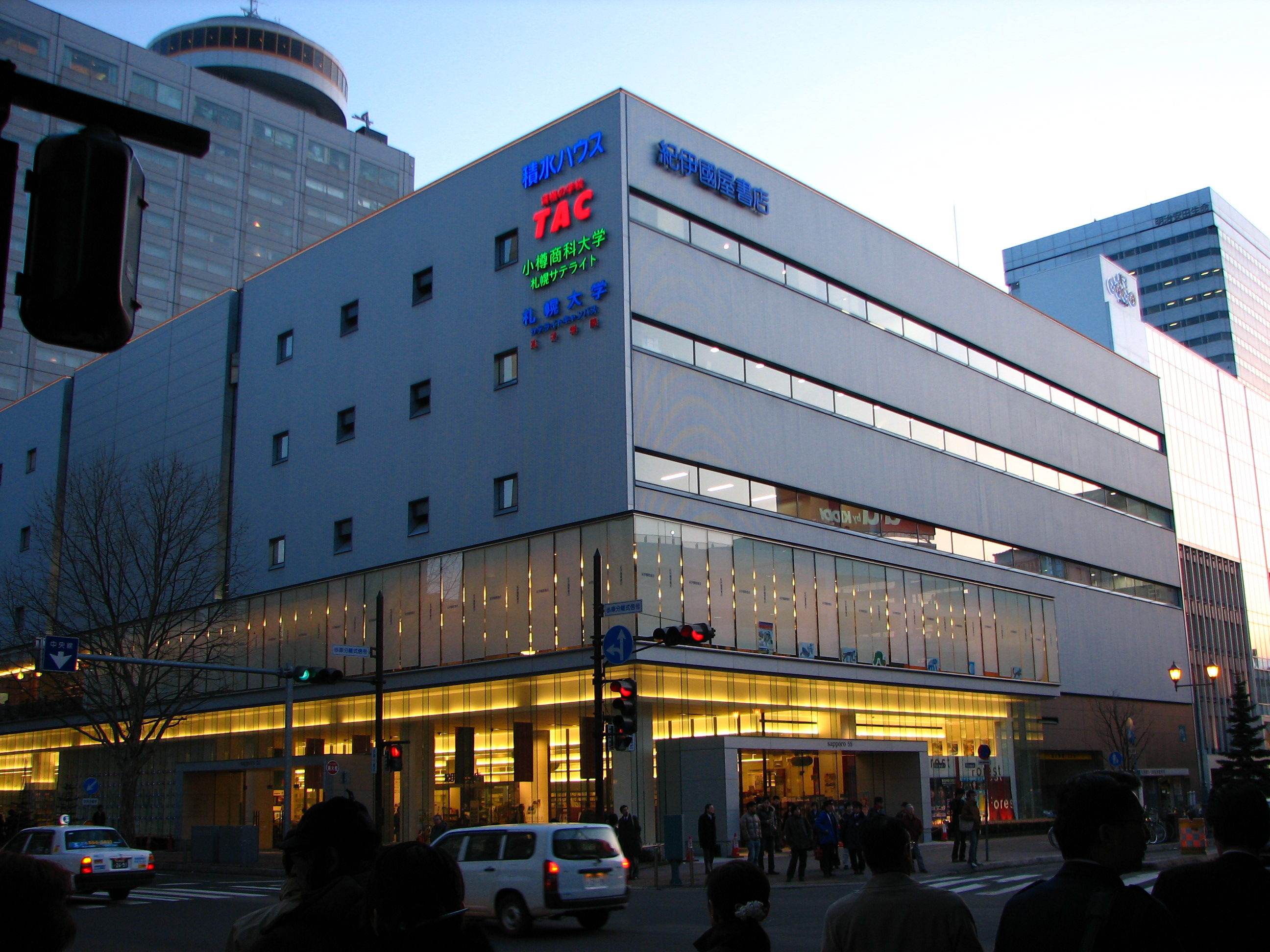
札幌サテライト外観（2007年3月）

札幌サテライトは、1997年に北海道経済センタービルに設置され、2005年にsapporo55ビルに移転している。
- 住所：札幌市中央区北5条西5丁目7番地 sapporo55ビル3階
- 使用学部・研究科：大学院商学研究科アントレプレナーシップ専攻
- 交通アクセス
  - JR札幌駅・札幌市営地下鉄さっぽろ駅から徒歩約5分

### 寮
大学公式の寮として、現在は「輝光寮」（きこうりょう）がある。輝光寮は小樽商科大学創立百周年事業の一環として2011年に建設された。学部学生・大学院生の男女が入居でき、標準修業年限が過ぎるまで居住可能（入学と同時に入寮した場合は4年間）。食事は出ない。基本は9人を1ユニットとする共同空間が設置されており、共用設備としてオープンリビング（キッチン付）、洗面所、トイレ、シャワールーム、そして各学生の1人用個室（1階のみ4人部屋）がある。1階層につきA、B2つのユニットがあり、合計で10ユニット93人（男子57人、女子36人）が居住可能。各ユニットの名前には過去の学生寮の名前（「清明」など）が割り振られているが、在寮生はユニット名を階数とA・Bを付して「1A」のように呼ぶことが多い。

#### 学生寮の歴史[22]
- 1913年 - 最初の学生寮である「北斗寮」（ほくとりょう）が完成。収容人数51人。現在の大学会館の場所にあった。
- 1915年 - 第2寮として「正氣寮」（せいきりょう）が完成。収容人数40人。現在の国際交流会館の場所にあった。
- 1916年 - 第4寮として「玉の井寮」（たまのいりょう）が完成。収容人数41人。現在の職員宿舎の場所にあった。
- 1919年 - 第3寮として「文行寮」（ぶんぎょうりょう）が完成。収容人数46人。現在のサークル共用施設の場所にあった。
- 1944年 - 第5寮として「清明寮」（せいめいりょう）が完成。この寮は新設ではなく、民間の寮を買い上げ、臨時的に学生寮としたもの。
- 1949年 - 「清明寮」廃寮。民間へ売却。
- 1956年 - 「正氣寮」が火事により消失。
- 1960年 - 第1～4寮が統合される形で、総合寮「智明寮」（ちめいりょう）が着工。一部完成。建設場所は「正氣寮」の跡地とされた。「北斗寮」廃寮。
- 1962年 - 「文行寮」「玉の井寮」が廃寮。「智明寮」が全面完成。収容人数200人で、唯一の学生寮施設となる。設備がかなり充実しており、会議室・娯楽室・静養室・マージャン室・図書館があった（『緑丘新聞』昭和42年3月25日より）。
- 1964年 - 経費負担区分問題に関して論争が起こる。
- 1976年 - 女子学生の入寮問題も起き、学生寮の在り方に対して紛糾が起こる。
- 1980年 - 上記の論争にともなって、学生の新規入寮が停止となる。
- 1984年 - 「智明寮」廃寮。
- 1990年 - 「智明寮」解体撤去。小樽商科大学から学生寮がなくなる。
- 2009年 - 創立百周年記念事業の一環として、新学生寮の建設が発表される。
- 2011年 - 新学生寮「輝光寮」（きこうりょう）が完成。収容人数93人。国際交流会館の横に建設された。

### その他
- 駅前プラザゆめぽーと（小樽市稲穂3丁目3番1号）（2007年4月1日から2014年3月まで設置、小樽グリーンホテル別館2階（現・スマイルホテル小樽別館））[23]
- ユーザビリティラボ（小樽市稲穂2丁目22番8号）（2007年11月7日設置、小樽駅前第1ビル4階）[24]

## 対外関係

### 他大学との協定
- 包括連携協定
  - 札幌医科大学（2005年10月1日）
  - 北海道東海大学（2005年10月1日）
  - 室蘭工業大学（2007年9月4日）
  - 北海道薬科大学（2005年10月11日）
  - 室蘭工業大学、札幌市立大学、稚内北星学園大学（2015年2月22日-2020年3月31日）地（知）の拠点大学による地方創生推進事業 (COC, COC+) のため

### 国・地方自治体との協定
- 包括連携協定
  - 小樽市（2008年3月27日）
  - 北海道（2014年2月24日）
  - 財務省北海道財務局（2015年2月19日）
  - 上川町（2021年10月10日）
  - 音更町（2022年8月8日）
  - ニセコ町（2023年3月28日）
  - 中標津町（2023年12月4日）
  - 北海道経済産業局（2024年4月5日）
- 連携協定
  - 小樽市教育委員会所轄の小樽市総合博物館、市立小樽美術館および市立小樽文学館（2014年9月24日）

### 民間企業との協定
- 包括連携協定
  - 北洋銀行（2007年3月29日）
  - ほくほくフィナンシャルグループ（2010年11月30日）
  - 緑丘工房株式会社（2021年4月22日）

### 国際交流[25]
- ニュージーランド
  - オタゴ大学[26]（1992年11月21日）
- 韓国
  - 忠南大学校（1993年12月3日）
  - 成均館大学校（2008年2月4日）
- オーストラリア
  - ウーロンゴン大学（1994年2月16日）
- アメリカ合衆国
  - ウエスタンミシガン大学（1994年3月1日）
  - オグレソープ大学（2001年1月1日）
  - サウスダコタ大学（2001年2月14日）
  - ミューレンバーグ大学（2001年2月17日）
  - レスリー大学（2016年1月28日）
- 中国
  - 東北財経大学（1996年3月1日）
  - 蘭州大学（1999年10月5日）
- ドイツ
  - バイロイト大学（1998年5月26日）
  - ベルリン経済法科大学（2002年3月20日）
- ロシア
  - ロシア極東連邦総合大学（1999年12月15日）
  - サハリン国立大学（2013年3月21日）
- フランス
  - エクス=マルセイユ大学（1999年4月1日）
- オーストリア
  - ウイーン経済大学（2000年1月17日）
- イギリス
  - シェフィールド大学（2001年3月2日）
- アイスランド
  - ビフロスト大学（2002年3月11日）
- スペイン
  - ブルゴス大学（2002年3月12日）
- ベトナム
  - ベトナム国家大学ホーチミン市国際大学（2008年4月25日）
- フィンランド
  - オウル応用科学大学（2014年3月14日）
- マレーシア
  - マラヤ大学（2015年3月30日）
- 台湾
  - 国立台北商業大学（2019年12月19日）

## 大学関係者と組織

### 大学関係者組織

#### 公益社団法人緑丘会
公益社団法人緑丘会は、小樽商科大学の同窓会組織である。小樽高等商業学校卒業生のための任意団体であった小樽高商同窓会が改編された組織で、1939年に社団法人として認可され、2012年に公益社団法人として登記している。1980年にサンシャイン60ビルの「緑丘会館」を開設し、2002年に本部所在地を小樽市から東京都豊島区（サンシャイン60ビル）に移転登記している。2018年現在、本部以外に小樽（小樽商科大学内）と札幌（小樽商科大学札幌サテライト内）に事務所を持ち、23の支部があり、「キャリア形成支援企業セミナー」「エバーグリーン講座」の他、学生のTOEIC受験費用の支援、就職活動の支援等を行っている。

#### 財団法人小樽商科大学後援会
財団法人小樽商科大学後援会は、1960年の小樽商科大学創立50周年に際し、募金事業を展開するために設立された組織で、緑丘会と同様に2002年に本部所在地を小樽市から東京都豊島区（サンシャイン60ビル）に移転登記している。

### 小樽商科大学出版会
2007年12月19日に、小樽商科大学の教育研究とその成果の発表を助成し、教育研究活動の推進と向上を図ると共に社会への還元に寄与するために、「小樽商科大学出版会」が設立された。小樽商科大学出版会は、大学の学長が出版会の会長を兼任する学内組織の一部であり、設立当初は運営委員会、2018年4月以降はグローカル戦略推進センター研究支援部門が運営している。現在、小樽商科大学出版会は大学出版部協会には未加盟である。
出版物の販売は、日本経済評論社、論創社、紀伊國屋書店等の出版社に委託している。

## 事件

### 小樽商大飲酒死亡事故
2012年5月7日、学内で開かれていたアメリカンフットボール部のバーベキューパーティーで飲酒していた部員のうち、上級生からの一気飲みを強制された未成年7人を含む9人が急性アルコール中毒で救急搬送された。5月24日にそのうち1学年の19歳男子学生1人が死亡した。この事件によって、刑事事件として起訴。重大な責任問題を踏まえて、大学は7月に上級生8人が無期停学、アメリカンフットボール部も廃部となり、学内での飲酒が全面的に禁止された。なお、その後も飲酒事件が再発した。
2014年4月30日、遺族と大学および9名の元部員との間で、和解が成立した。同年4月に誓いの碑を建立し、毎年5月に追悼式を挙行している。